# 22. sydlige breddekreds
Den 22. sydlige breddekreds (eller 22 grader sydlig bredde) er en breddekreds, der ligger 22 grader syd for ækvator. Den løber gennem Atlanterhavet, Afrika, det Indiske Ocean, Australasien, Stillehavet og Sydamerika.